# زانکت یوهان ام ویمبرگ
زانکت یوهان ام ویمبرگ (به آلمانی: Sankt Johann am Wimberg) یک منطقهٔ مسکونی در اتریش است که در ناحیه رورباخ واقع شده‌است. زانکت یوهان ام ویمبرگ ۲۰ کیلومتر مربع مساحت دارد ۷۲۰ متر بالاتر از سطح دریا واقع شده‌است.